# We Stitch These Wounds
We Stitch These Wounds é o álbum de estreia da banda americana de rock Black Veil Brides, lançado em 20 de julho de 2010, pela Standby Records. Alcançou a posição #36 na Billboard 200. É o único álbum de estúdio da banda que apresenta a baterista Sandra Alvarenga.

## Lançamento e promoção
Em dezembro de 2009, Andy Six anunciou que a gravação de seu primeiro álbum havia começado. Simultaneamente, eles anunciaram o empresário que virou produtor, "Blasko", ex-Rob Zombie e atual baixista de Ozzy Osbourne, assumindo as rédeas, e os produtores/engenheiros G. Preston Boebel e Josh Newell cuidando do lado técnico do processo de gravação.

## Informações do álbum

### Capa
A capa do álbum foi pintada por Richard Villa (que também pintou a arte de Set the World on Fire, "Fallen Angels", Rebels e Wretched and Divine: The Story of the Wild Ones) e apresenta um estilo vitoriano com a pintura do vocalista Andy Biersack costurando uma ferida no lábio.

### Faixas e conteúdo lírico
A faixa de abertura "The Outcasts (Call to Arms)" apresenta o avô de Andy Biersack, Urban P. Flanders, e a faixa também é usada no início do videoclipe de "Perfect Weapon".
Três das músicas - "We Stitch These Wounds", "Knives and Pens" e "The Mortician's Daughter" - tinham sido previamente auto-lançadas em seu segundo EP, Never Give In, de 2008, mas foram re-gravadas para o álbum. "The Mortician's Daughter" não mudou muito, "Knives and Pens" teve uma pequena mudança na transição da melodia para o refrão e um solo de guitarra executado por Jake Pitts foi adicionado, mas a diferença mais notável entre as faixas re-gravadas pode ser ouvida na faixa título "We Stitch These Wounds", com diferentes melodias, acompanhamentos, um longo solo de guitarra e uma pequena mudança lírica, fazendo com que soasse como uma música totalmente diferente.
A última faixa do álbum, "Carolyn", foi escrita por Andy Biersack, conforme ele explicou ao Artist Direct: 
É a primeira música que eu escrevi liricamente da perspectiva de outra pessoa. É sobre a mãe de Jake, Carolyn, que lutou contra uma doença e como ele se sentia. Quando você descobrir que alguém está doente, não há nada que você possa realmente fazer, exceto dizer que você está lá e vai tentar ajudar ou fazer o que puder. No final do dia, você não pode realmente curar alguém se essa pessoa está doente. Peguei a história de Jake e tentei colocar minha própria perspectiva sobre ela. Como tudo na vida, se houver uma situação em que você vê que algo terrível está acontecendo e você não pode necessariamente impedir, o mínimo que você pode fazer é prometer que estará lá para ajudar a pessoa que está sendo afetada por isso.

### Singles
Em 17 de junho de 2009 a banda lançou o seu single de estreia, "Knives and Pens", com um videoclipe lançado exclusivamente no YouTube. Logo se tornou uma das canções mais populares da banda, com o videoclipe alcançando mais de 100 milhões de visualizações no YouTube. O videoclipe oficial da música foi lançado no YouTube em 17 de junho de 2009, dirigido por Patrick Fogarty. O vídeo é estrelado pelo ator David Sasik, que está interpretando o papel do garoto que lembra Andy. Era um projeto de orçamento muito baixo, mas apesar disso, o vídeo lançou a banda à fama internacional. O vídeo oficial atingiu mais de 126 milhões de visualizações no YouTube em 16 de dezembro de 2020. O videoclipe retrata um cenário semelhante aos anos de Andy na escola, onde ele era intimidado pela maneira como se vestia e a música que ouvia. Um menino vai até o armário da escola e vê papéis colados nele com mensagens ofensivas escritas neles, como "emo", "bicha" e "se mate". Ele os rasga e os joga no chão com raiva. Até mesmo seu irmão o intimida, roubando seu bloco de notas em que ele escreve letras inspiradas em seus sentimentos de raiva. Ele vai para casa com raiva, mas seu irmão finalmente chega e devolve seu bloco de notas. Ele então começa a escrever a letra de "Knives and Pens". Ele também é visto assistindo ao vídeo de Black Veil Brides tocando a música. Há cenas da banda tocando ocasionalmente vestindo branco e ocasionalmente vestindo preto. O vídeo mostra somente três integrantes da banda, Andy Six nos vocais, Chris Hollywood na guitarra e Sandra Alvarenga na bateria.
Em 8 de junho de 2010, a banda lançou o segundo single de sua carreira, "Perfect Weapon", é o primeiro e único single da banda a promover a estética sombria do álbum. A canção foi escrita por Andy Six, o videoclipe dirigido por Patrick Fogarty mostra os membros da banda consertando suas maquiagens e figurinos de palco, Andy Six é mostrado fumando depois costurando um ferimento em sua boca (semelhante à arte da capa do álbum) com os outros membros da banda atrás dele. Ouve-se a faixa "The Outcasts (Call to Arms)", com a imagem do esqueleto de uma virgem, Six começa a canção com um grito estridente para a câmera e então a banda começa a tocar a música. No penúltimo coro, aparece um grupo de crianças maquiadas atrás da banda gritando "Go!" junto com Six, ao terminar o vídeo, vê-se Six ajoelhado e rezando, e entre as crianças aparece David Sasik, o jovem ator que estrelou no videoclipe de "Knives and Pens". Este é o primeiro single da banda à incluir os guitarristas Jinxx e Jake Pitts, também é o último à incluir a baterista Sandra Alvarenga antes de sua saída da banda.

## Faixas[13]
| #  | Título                      | Duração |
| -- | --------------------------- | ------- |
| 1  | The Outcasts (Call To Arms) | 0:31    |
| 2  | We Stitch These Wounds      | 3:59    |
| 3  | Beautiful Remains           | 4:13    |
| 4  | Children Surrender          | 3:11    |
| 5  | Perfect Weapon              | 4:08    |
| 6  | Knives and Pens             | 4:29    |
| 7  | The Mortician's Daughter    | 4:11    |
| 8  | All Your Hate               | 3:13    |
| 9  | Heaven's Calling            | 3:19    |
| 10 | Never Give In               | 3:09    |
| 11 | Sweet Blasphemy             | 3:56    |
| 12 | Carolyn                     | 4:37    |

## Desempenho e recepção
O álbum vendeu quase 11.000 cópias na primeira semana, alcançando a posição de # 36 do Chart Billboard 200 e # 1 no Independent Release, apesar de receber de críticas positivas a mistas, com a maioria dos críticos notando a voz monótona de Andy Biersack, tornando-o apenas capaz de cantar em uma oitava. Outras críticas comuns foram as semelhanças entre a faixa "Knives and Pens" e "Unholy Confessions" de Avenged Sevenfold.

## Regravação
Em comemoração ao 10º aniversário do álbum original, um álbum de estúdio regravado intitulado Re-Stitch These Wounds foi lançado pela Sumerian Records em 31 de julho de 2020. O álbum apresenta gravações completamente reformuladas das faixas originais com exceção de "The Mortician's Daughter". A banda afirmou que a nova versão representa com mais precisão o que eles estavam tentando realizar na época.

## Créditos
Black Veil Brides
- Andy Six – vocais
- Jake Pitts – guitarra
- Jinxx – guitarra, violino, vocal de apoio
- Ashley Purdy – baixo, vocal de apoio
- Sandra Alvarenga – bateria

### Produção
- Blasko – produção
- G. Preston Boebel – produção, mixagem
- Dave Casey – designer de som
- Josh Newell – produção, mixagem
- Troy Roe – vocais de fundo

### Pessoal adicional
- Urban Flanders – palavra falada em "The Outcasts (Call to Arms)"